# ابنة عملاق الجليد (قصة)
ابنة عملاق الجليد (بالإنجليزية: The Frost-Giant's Daughter)‏ هي قصة عن السيف والسحر للكاتب الأمريكي روبرت هوارد، وبطل شخصيته الخيالية هو كونان البربري.

## الحبكة
تدور أحداث القصة حول شاب يُدعى كونان يخدم كمرتزقة في الأراضي الثلجية بشمال سيميريا، مسقط رأس كونان. ضمن قبائل الآسر، وهم سلالة من الجرمانيين الأوائل ذوي الشعر الأشقر، الذي انتهج التصورات الخيالية لهوارد، الذي استلهم الاسطورة من ألهة الآسر داخل الميثولوجيا الجرمانية.
وكانت شعوب الآسر قد حاربت ضد الفانير، ذوي الشعر الأحمر، والتي استلهمها هوارد مجددًا من نفس الألهة. وبعد وقوع معركة دامية وسط حقل مليء بالجثث، التقى كونان بفتاة فائقة الحسن، بالكاد ترتدي حجابا جميلا منسوج بإيدي ذهبية. أثارت تلك الشابة الفاتنة رغبة كونان بحيث حاول التعدي عليها. هربت الفتاة ولاحقها كونان وسط مطاردة طويلة وصولا إلى كمين نصبه أخويها- عملاقان من الجليد - في محاولة منهما لقتل كونان، ولكنه قُضي عليهما أولًا.
وجدت الفتاة نفسها وحيدة أمام المحارب السيميري بعد فشل الكمين، فبدأت تعدو مرة أخرى، ولكن تلك المرة كانت لتفادي الوقوع بين يديه. تمكن منها كونان، ولكنها طلبت منه مساعدة أبيها الإله يمير، الذي جعلها تختفى وسط صاعقة، وهو الفعل الذي أدى بكونان إلى فقدانه للوعي. وأيقظ كونان رفقاءه بالمعركة من محاربي الآسر، الذين تتبعوا آثاره وسط الجليد ولكن دون الوصول لآثار أي شخص آخر. وقد قص عليهم كونان تجربته الغريبة، ولكن لم يصدقه أحدا، إلا شيخ عجوز ذو خبرة حربية، والذي أكد أن الفتاة التي وصفها كونان هي أتالي ابنة الإله يمير، إلا أنهم لم يصدق أيضا هذا العجوز. وبالرغم من ذلك، ووسط مفاجأة من الجميع، لاحظ كونان أن لازال يحمل في يده اليسرى حجاب الفتاة الرائع، الذي سحبه منها أثناء صراعه معها.

## معالجة سينمائية
تكمن المعالجة السينيمائية الأولى لتلك القصة الهزلية ضمن ما نشرته مارفل كومكس تحت عنوان The Frost Giant's Daughter في يوليو عام 1972 ، بالعدد السادس عشر ضمن سلسلة " كونان البربري، وكان السيناريو لروي توماس، والرسومات لباري ويندسون سميث. وقد نشرت أول ترجمة لتلك القصة باللغة القشتالية ضمن إصدارات بيرتثيه بدون عنوان بالعدد الثامن من النسخة الخاصة ضمن نفس السلسلة عام 1973. فيما أعادت دار النشر بروجيرا نشر تلك القصة في يونية عام 1982 بالعدد التاسع عشر ضمن سلسلة بوكت دي أسيس، ولكن كانت هذه المرة باسم ابنة عملاق الجليد. وبعدها، قامت دار النشر بلانيتا بإعادة نشرها مجددًا باسم ابنة عملاق الجليد، وتبعتها فورم مجددا بنفس الاسم.